# Cianorte
Cianorte este un oraș în Paraná (PR), Brazilia.